# Samuil Jewgenjewitsch Feinberg
Samuil Jewgenjewitsch Feinberg (auch: Samuel Feinberg; russisch Самуил Евгеньевич Фейнберг; * 14.jul. / 26. Mai 1890greg. in Odessa; † 22. Oktober 1962 in Moskau) war ein ukrainischer Pianist und Komponist. Er zählt zu den bedeutendsten Vertretern der Russischen Schule des Klavierspiels.

## Leben
Feinberg wurde in der Ukraine geboren und lebte ab dem 4. Lebensjahr in Moskau. Sein „pianistischer Stammbaum“ führt bis zu Ludwig van Beethoven: Sein Lehrer Alexander Goldenweiser wurde von Paul Pabst unterrichtet. Der war Schüler von Anton Door, der von Beethovens Zögling Carl Czerny geprägt wurde. Bis zu seinem Abschluss am Moskauer Konservatorium 1911 studierte Feinberg auch Komposition bei Nikolai Sergejewitsch Schiljajew. Von 1922 bis zu seinem Tod 1962 lehrte er dann selbst als Professor am Moskauer Konservatorium.
In Feinbergs Spiel hielten sich die Charakteristika der „russischen Schule“, die sich auf Beethoven und über Alexander Siloti auf Franz Liszt berief, die Waage: Gelehrsamkeit, Kraft und Schönheit, ein nahezu universaler Anspruch. Besonders intensiv beschäftigte Feinberg sich mit Johann Sebastian Bach, dessen Wohltemperiertes Klavier er vollständig einspielte und dessen Orgelwerke er teilweise für Klavier transkribierte (überwiegend Choralbearbeitungen) und auch für die Schallplatte aufzeichnete. Sein Stil unterscheidet sich durch große Subtilität und Finesse nicht nur von den Radikaldeutungen des jüngeren Glenn Gould, sondern auch vom romantischen Stil seines Zeitgenossen Edwin Fischer.
Feinbergs kompositorisches Werk umfasst drei Klavierkonzerte, zwölf Sonaten sowie zahlreiche weitere Klavierwerke, darunter Bearbeitungen von Volksliedern. Sämtliche Sonaten erschienen 2003/2004 beim Plattenlabel BIS, seine Bach-Transkriptionen 2004 bei Hyperion Records. Die meisten seiner Klavierwerke sind vom französischen Pianisten Christophe Sirodeau (* 1970) aufgeführt worden.
Feinberg war 1938 Juror beim Eugène-Ysaÿe-Wettbewerb in Brüssel.

## Ehrungen
- Leninorden
- Stalin-Preis (1946)

## Werke
- Samuil Feinberg: Pianizm kak iskusstvo. Das Klavierspiel als Kunst. Klassika XXI, Moskau 2003, ISBN 5-89817-055-3.